# Герцог Лидс

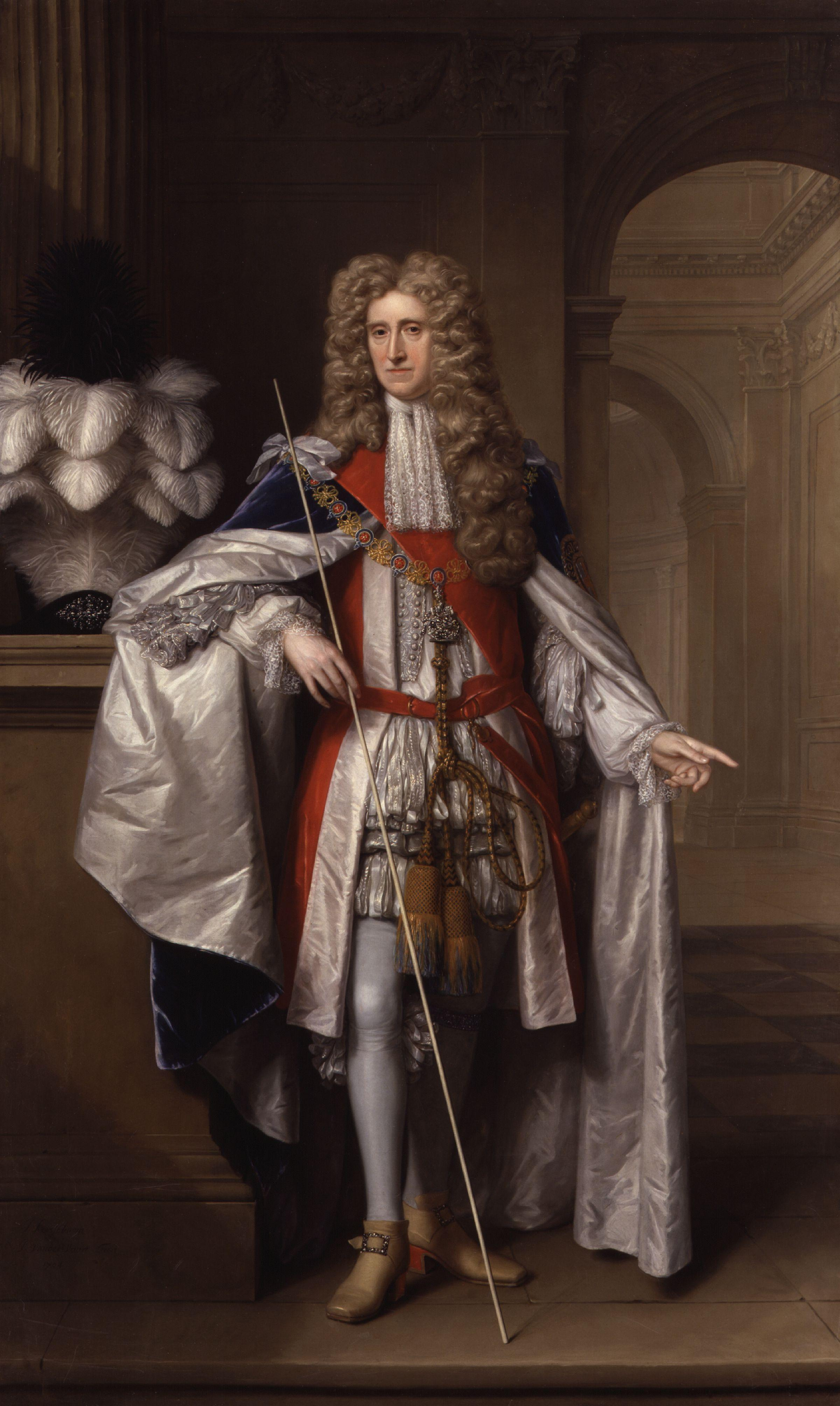
Томас Осборн, 1-й герцог Лидс (1632—1712)

Герцог Лидс — угасший наследственный титул в системе английского пэрства.

## История

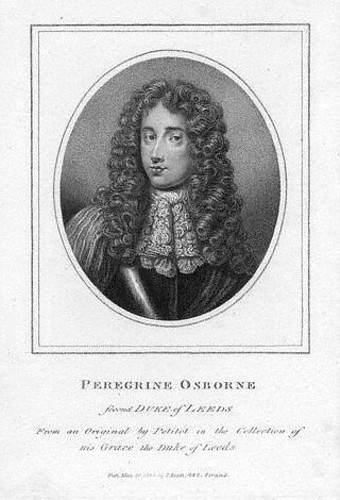
Вице-адмирал Перегрин Осборн, 2-й герцог Лидс (1659—1729), 1710 год

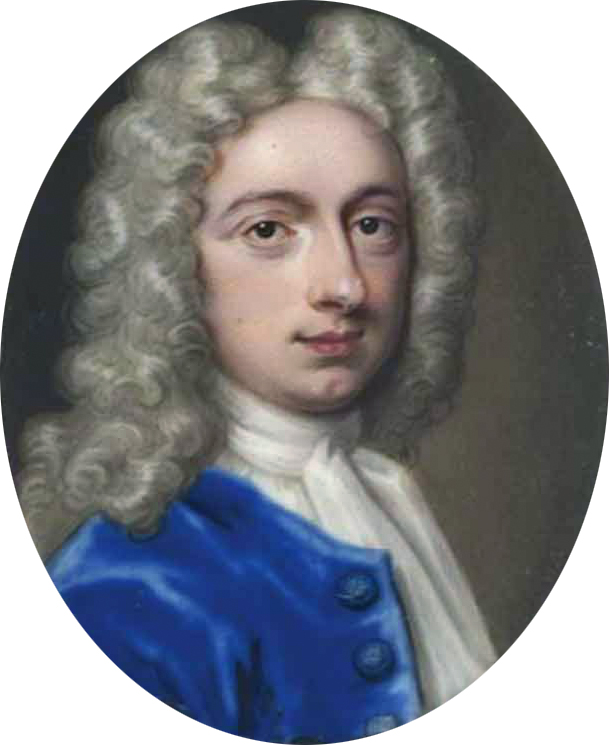
Перегрин Хайд Осборн, 3-й герцог Лидс (1691—1731)

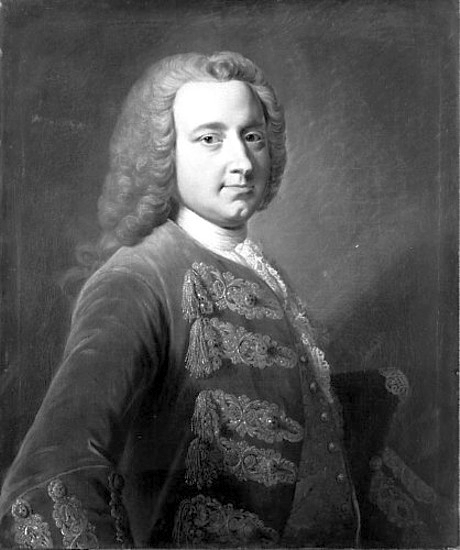
Томас Осборн, 4-й герцог Лидс (1713—1789)

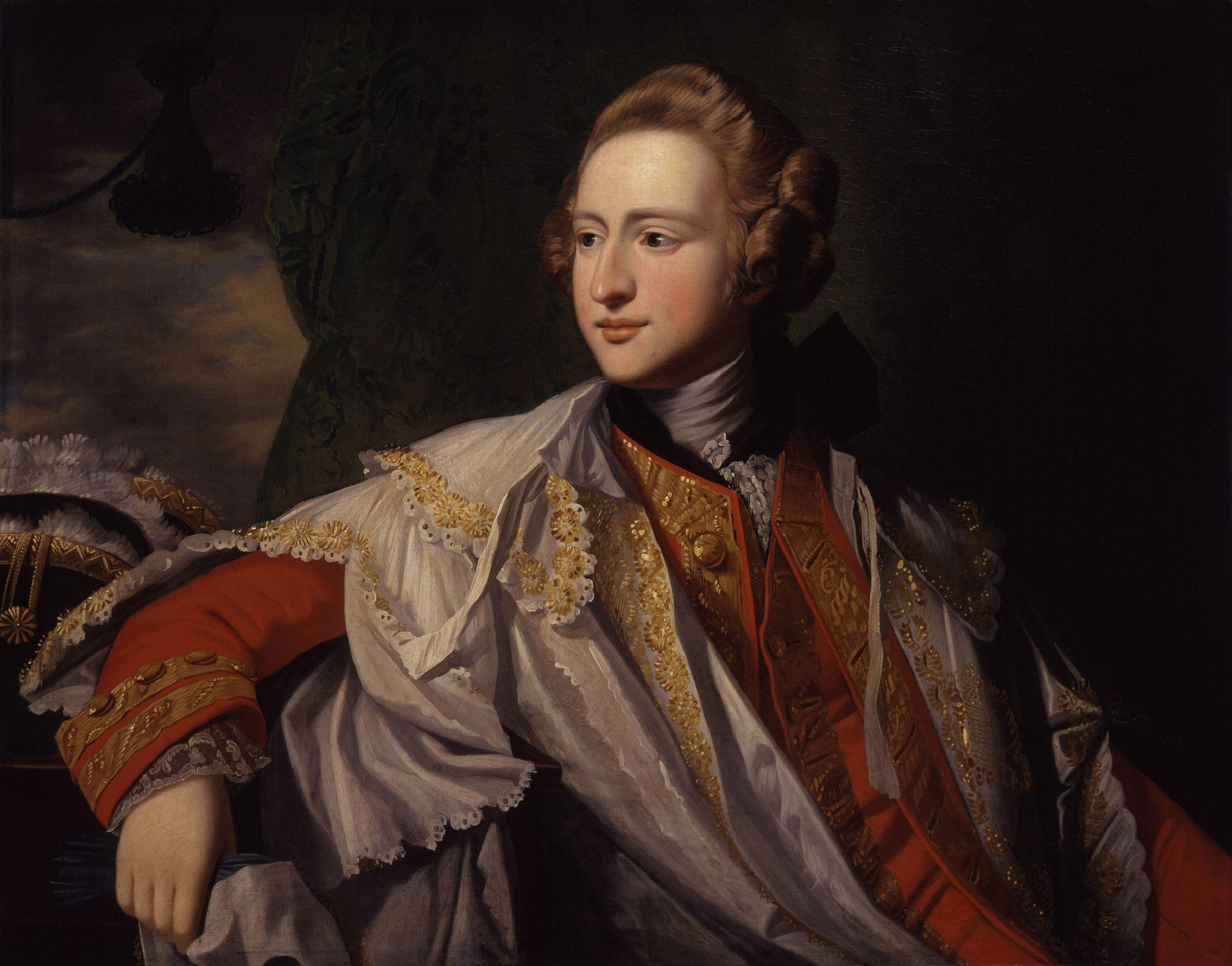
Фрэнсис Осборн, 5-й герцог Лидс (1751—1799), портрет Бенджамина Уэста

Титул герцога Лидса был создан 4 марта 1694 года для видного государственного деятеля Томаса Осборна, 1-го маркиза Кармертена (1632—1712). В 1647 году после смерти своего отца Эдварда Осборна он унаследовал титул 2-го баронета из Киветона. Также Томас Осборн получил титулы виконта Осборна из Данблейна (2 февраля 1673), барона Осборна из Киветона в графстве Йоркшир и виконта Латимера из Данби в графстве Йоркшир (15 августа 1673), графа Данби в графстве Йоркшир (27 июня 1674) и маркиза Кармартена (9 апреля 1689). Все эти титулы являлись Пэрством Англии, за исключением виконтства Осборн, которое входило в системе Пэрства Шотландии. В 1673 году Томас Осборн отказался от титула виконта Осборна в пользу своего второго сына Перегрина Осборна (1659—1729). Томас Осборн был депутатом Палаты общин от Йорка (1665—1673), занимал должности высшего шерифа Йоркшира (1661), казначея военно-морского флота (1668—1673), лорда-казначея (1673—1679), лорда-председателя Совета (1689—1699), а также служил лордом-лейтенантом Западного Йоркшира (1674—1679, 1689—1699), Сомерсета (1690—1691), Восточного Йоркшира (1691—1699) и Северного Йоркшира (1692—1699).
Название герцогства Лидс происходит от города Лидс в Йоркшире, а не от замка Лидс в графстве Кент (как иногда утверждается).
В 1859 году после смерти бездетного Фрэнсиса Джорджа Годольфина Д’Арси Д’Арси-Осборна, 7-го герцога Лидса (1798—1859), титул унаследовал его двоюродный брат, Джордж Осборн Годольфин, 2-й барон Годольфин (1802—1872), чей отец, Фрэнсис Годольфин Осборн, 1-й барон Годольфин (1777—1850), был вторым сыном 5-го герцога Лидса.
Титул барона Годольфина из Фарнем Роял в графстве Бакингемшир был создан в 1832 году для Фрэнсиса Осборна (1777—1850), второго сына 5-го герцога Лидса.
До смерти в 1964 году 12-го герцога Лидса титулы герцога Лидса и барона Годольфина оставались едиными.
Титул учтивости наследника герцога Лидса — маркиз Кармартен, титул учтивости наследника лорда Кармартена — граф Данби, титул учтивости наследника графа Данби — виконт Латимер.

## Баронеты Осборн из Киветона (1620)
- 1620—1647: Сэр Эдвард Осборн, 1-й баронет (12 декабря 1596 — 9 сентября 1647), сын сэра Хеветта Осборна (1567—1599)
- 1647—1712: Сэр Томас Осборн, 2-й баронет (20 февраля 1632 — 26 июля 1712), единственный сын предыдущего, виконт Осборн (1673), граф Данби (1673), маркиз Кармартен (1689), герцог Лидс (1694).

## Герцоги Лидс (1694)
- 1694—1712: Томас Осборн, 1-й герцог Лидс (20 февраля 1632 — 26 июля 1712), единственный сын сэра Эдварда Осборна, 1-го баронета
  - Эдвард Осборн, виконт Латимер (1655 — январь 1689), старший сын предыдущего
- 1712—1729: Перегрин Осборн, 2-й герцог Лидс (1659 — 25 июня 1729), второй сын 1-го герцога Лидса. Депутат Палаты общин от Берика-апон-Туида (1677—1679), Корф Касла (1679) и Йорка (1689—1690), лорд-лейтенант Восточного Йоркшира[англ.] (1713—1714).
  - Уильям Генри Осборн, виконт Латимер, затем граф Данби (1690—1711), старший сын предыдущего
- 1729—1731: Перегрин Хайд Осборн, 3-й герцог Лидс (11 ноября 1691 — 9 мая 1731), второй сын 2-го герцога Лидса
- 1731—1789: Томас Осборн, 4-й герцог Лидс (6 ноября 1713 — 23 марта 1789), единственный сын предыдущего. Окружной судья к югу от Трента (1748—1756) и к северу от Трента (1761—1774), кассир-казначей королевского двора (1756—1761), губернатор островов Силли (1766—1785).
- 1789—1799: Фрэнсис Годольфин Осборн, 5-й герцог Лидс (29 января 1751 — 31 января 1799), единственный сын предыдущего. Депутат Палаты общин от Ая (1774) и Хелстона (1774—1775), гофмейстер королевы (177—1780), министр иностранных дел Великобритании (1783—1791), лидер Палаты лордов (1789—1790), лорд-лейтенант Восточного Йоркшира[англ.] (1778—1780, 1782—1799), вице-адмирал Йоркшира (1795—1799), губернатор островов Силли (1785—1799).

Другие титулы 6-го и 7-го герцогов: Барон Дарси из Кнайта (креация 1322) и барон Коньерс (креация 1509)
- 1799—1838: Джордж Уильям Фредерик Осборн, 6-й герцог Лидс (21 июля 1775 — 10 июля 1838), старший сын предыдущего от первого брака. Лорд-лейтенант Северного Йоркшира (1802—1838), конюший (1827—1830), губернатор островов Силли (1799—1834)
- 1838—1859: Фрэнсис Джордж Годольфин Д’Арси Д’Арси-Осборн, 7-й герцог Лидс (21 мая 1798 — 4 мая 1859), старший сын герцога предыдущего. Депутат Палаты общин от Хелстона (1820—1830)

Другие титулы герцогов Лидс (8-й — 12-й герцоги): Барон Годольфин (1832)
- 1859—1872: Джордж Годольфин Осборн, 8-й герцог Лидс (16 июля 1802 — 8 августа 1872), старший сын Фрэнсиса Годольфина Осборна, 1-го барона Годольфина (1777—1850), второго сына 5-й герцога Лидса
- 1872—1895: Джордж Годольфин Осборн, 9-й герцог Лидс (11 августа 1828 — 23 декабря 1895), старший сын герцога предыдущего
  - Джордж Фредерик Осборн, граф Данби (4 ноября 1861 — 6 ноября 1861), старший сын предыдущего
- 1895—1927: Джордж Годольфин Осборн, 10-й герцог Лидс (18 сентября 1862 — 10 мая 1927), второй сын герцога 9-го герцога Лидса. Депутат Палаты общин от Брикстона (1887—1895), казначей королевского двора (1895—1896).
- 1927—1963: Джон Фрэнсис Годольфин Осборн, 11-й герцог Лидс (12 марта 1901 — 26 июля 1963), единственный сын предыдущего. Не оставил мужского потомства.
- 1963—1964: Фрэнсис Д’Арси Годольфин Осборн, 12-й герцог Лидс (16 сентября 1884 — 20 марта 1964), старший сын Сиднея Фрэнсиса Годольфина Осборна (1835—1903), внук Сиднея Годольфина Осборна (1808—1889), третьего сына Фрэнсиса Годольфина Осборна, 1-го барона Годольфина (1777—1850). Не был женат и не оставил потомства, после чего все его титулы прервались.